# Titan (Duits vrachtwagenmerk)
Titan is een vrachtwagenmerk uit Duitsland.
Het vrachtwagenmerk Titan GmbH werd in 1970 opgericht in het Duitse Appenweier. Dit bedrijf specialiseerde zich in mobiele kranen en houtverwerkende voertuigen.

## Schutz
In 1977 kreeg Titan een grote opdracht binnen van het transportbedrijf Schutz. Voor Schutz moesten een aantal zware drie- en vierassige trekkers worden gemaakt. Deze trekkers moesten een laadvermogen hebben van 200 ton en werden gebaseerd op modellen van Mercedes.

## Heden
De huidige Titanmodellen zijn verkrijgbaar in 6x4-, 8x4-, 8x6- en 8x8-aandrijving. Er is dan ook de keuze of de auto op Mercedes of MAN gebaseerd moet zijn.